# Villebarou

Villebarou este o comună în departamentul Loir-et-Cher, Franța. În 1 ianuarie 2022 avea o populație de 2.558 de locuitori.